# Sven-Arne Hökenström
Sven-Arne ”Höken” Hökenström, född 20 maj 1947 i Stockholm, död 18 februari 2025 i Norrtälje, Stockholms län, var en svensk graffitikonstnär. Hökenström var en pionjär inom graffitikonsten i Sverige.

## Biografi
Hökenström föddes i Stockholm 1947 och växte upp i stadsdelen Aspudden. Han utbildade sig till kulissmålare vid Kungliga Teatern mellan 1965 och 1971. Hökenström studerade vid Pernbys målarskola och Fetcós Skola för Bildande Konst, samt var elev för Carl Fredrik Reuterswärd.
Hökenström var en av pionjärerna inom graffitimåleri i Stockholm och Sverige, ”Brigardmålare” kallad. Han förestod Sveriges första graffitiutbildning i Fryshusets regi på 1980-talet. Hökenström verkade även som målerilärare vid Kulturföreningen Tellus och för föreningen Kriminellas revansch i samhället (KRIS).
Hökenström verkade i en impressionistisk tradition. Motiven i hans konst är inte sällan inspirerande av historiska skeenden och personer.
Hökenström är bland annat representerad vid Nationalmuseum, Moderna Museet och Kalmar konstmuseum.
Hökenström avled 2025, 77 år gammal, och bodde vid sin död sedan flera år i Norrtälje.

## Utställningar (i urval)
- 1978 – Moderna Museet [5]
- 1996 – Millesgården [5]